# Mesochorus incomptus
Mesochorus incomptus är en stekelart som beskrevs av Dasch 1974. Mesochorus incomptus ingår i släktet Mesochorus och familjen brokparasitsteklar. Inga underarter finns listade i Catalogue of Life.